# ペトリートリ
ペトリートリ（伊: Petritoli）は、イタリア共和国マルケ州フェルモ県にある、人口約2,200人の基礎自治体（コムーネ）。

## 地理

### 位置・広がり
フェルモ県のコムーネ。県都フェルモから南南西へ11kmの距離にある。

#### 隣接コムーネ
隣接するコムーネは以下の通り。括弧内のAPはアスコリ・ピチェーノ県所属を示す。
- カラッサーイ (AP)
- モンテ・ジベルト
- モンテ・ヴィドーン・コンバッテ
- モンテフィオーレ・デッラーゾ (AP)
- モンテルッビアーノ
- ポンツァーノ・ディ・フェルモ

### 気候分類・地震分類
ペトリートリにおけるイタリアの気候分類 (it) および度日は、zona D, 2058 GGである。
また、イタリアの地震リスク階級 (it) では、zona 2 (sismicità media) に分類される。

## 歴史
2009年、アスコリ・ピチェーノ県北部が分割されてフェルモ県が設置された際に、フェルモ県所属となった。

## 姉妹都市
- ヴィドール、イタリア